# Plan (Isère)
Plan ist eine französische Gemeinde mit 296 Einwohnern (Stand: 1. Januar 2022) im Département Isère in der Region Auvergne-Rhône-Alpes; sie gehört zum Arrondissement Vienne und zum Kanton Bièvre.

## Geografie
Die Gemeinde Plan liegt im Bergland zwischen dem Plateau de Bièvre im Norden und dem Flusstal der Isère im Südosten, das hier das Vercors-Massiv im Westen begrenzt, etwa 29 Kilometer nordwestlich von Grenoble. Umgeben wird Plan von den Nachbargemeinden Sillans im Norden, Izeaux im Nordosten, Saint-Paul-d’Izeaux im Osten, La Forteresse im Süden, Saint-Geoirs im Westen sowie Saint-Étienne-de-Saint-Geoirs im Nordwesten.

## Bevölkerungsentwicklung
| Jahr                       | 1962 | 1968 | 1975 | 1982 | 1990 | 1999 | 2006 | 2013 | 2021 |
| -------------------------- | ---- | ---- | ---- | ---- | ---- | ---- | ---- | ---- | ---- |
| Einwohner                  | 143  | 125  | 113  | 147  | 184  | 182  | 221  | 255  | 292  |
| Quellen: Cassini und INSEE |      |      |      |      |      |      |      |      |      |

## Sehenswürdigkeiten
- Kirche Notre-Dame-des-Douleurs
- gallorömisches Oppidum aus dem zweiten vorchristlichen Jahrhundert
- Herrenhaus von Plan aus dem 17. Jahrhundert

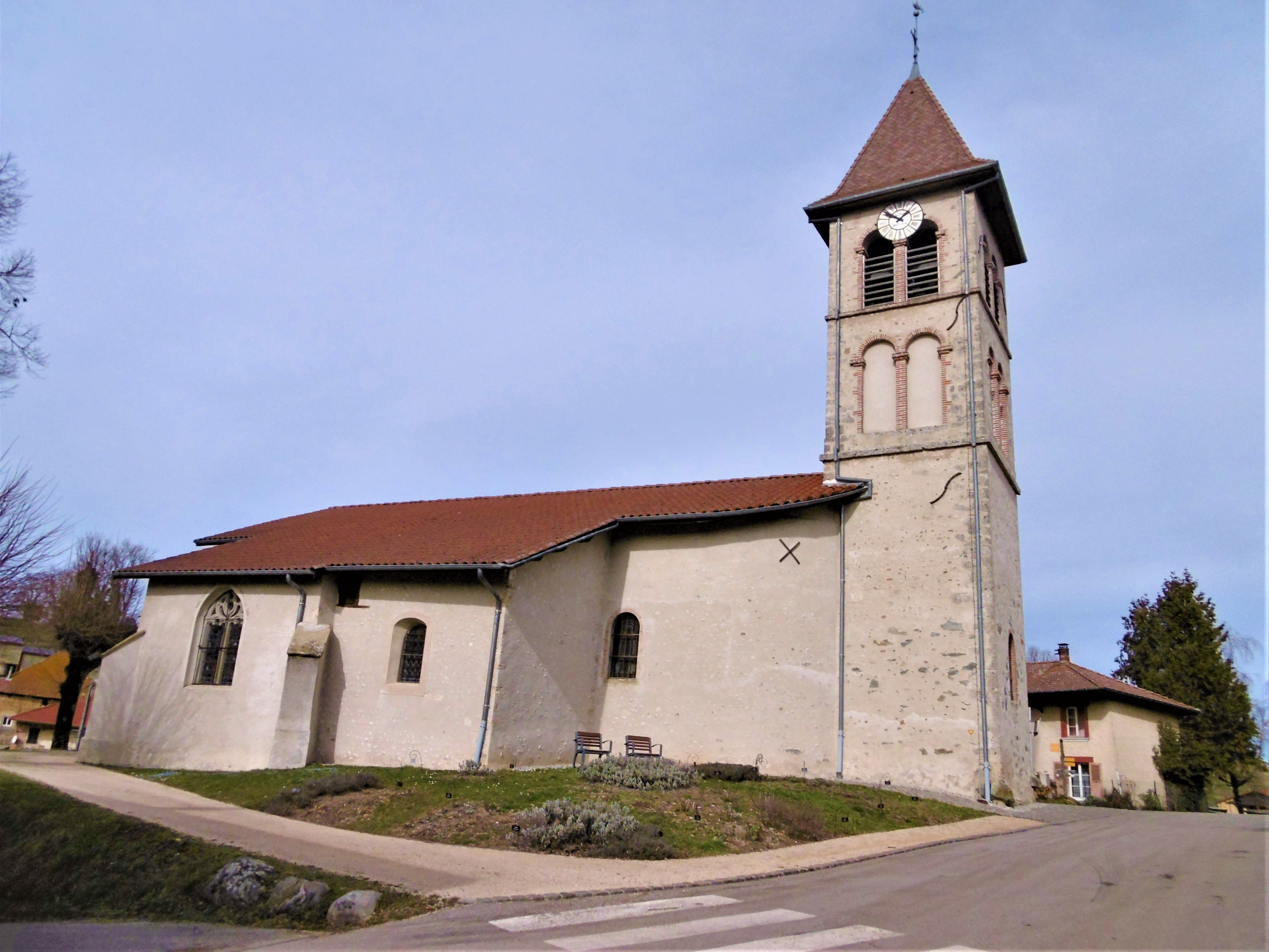
Kirche Notre-Dame-des-Douleurs
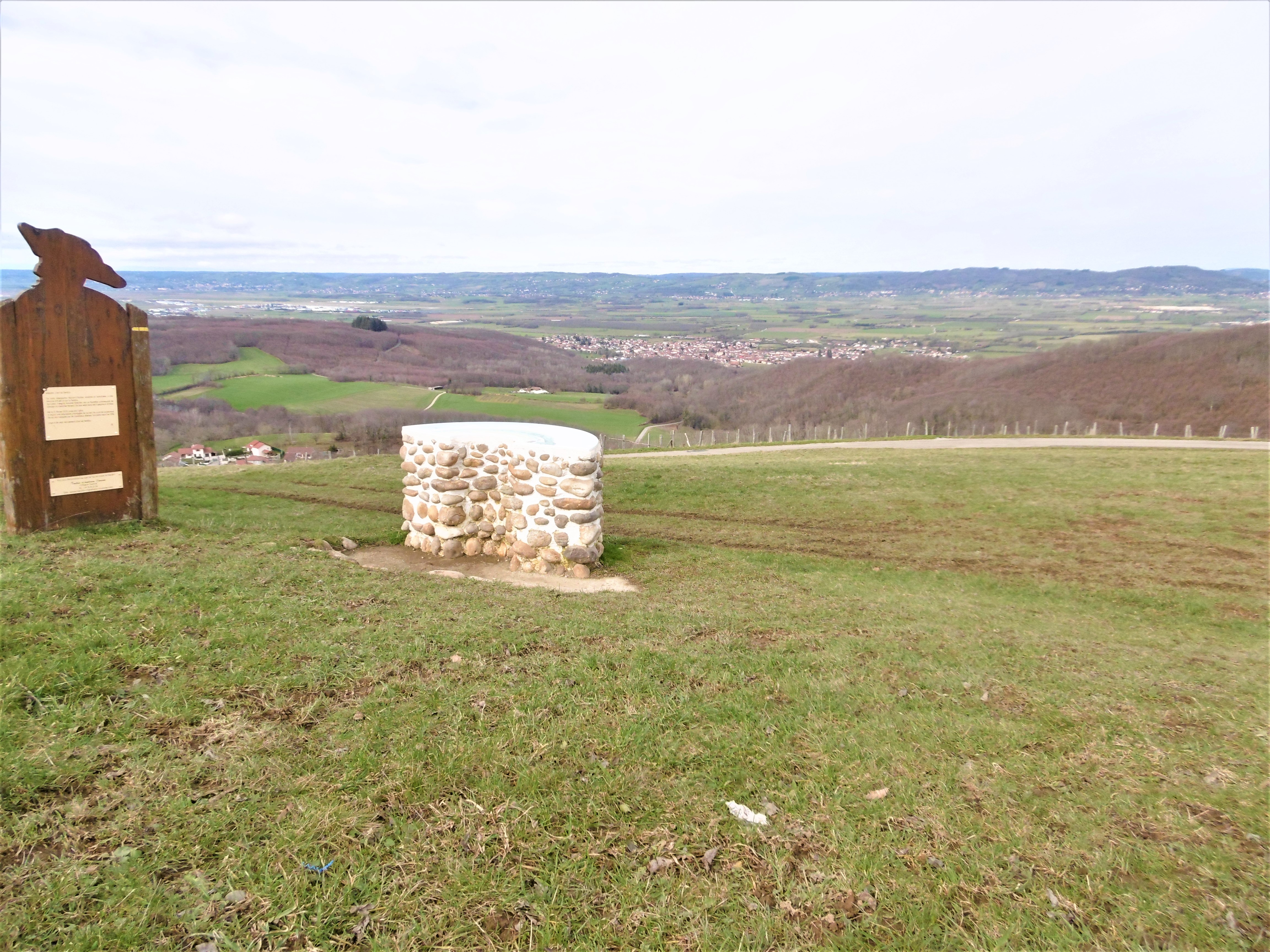
Gallorömisches Oppidum
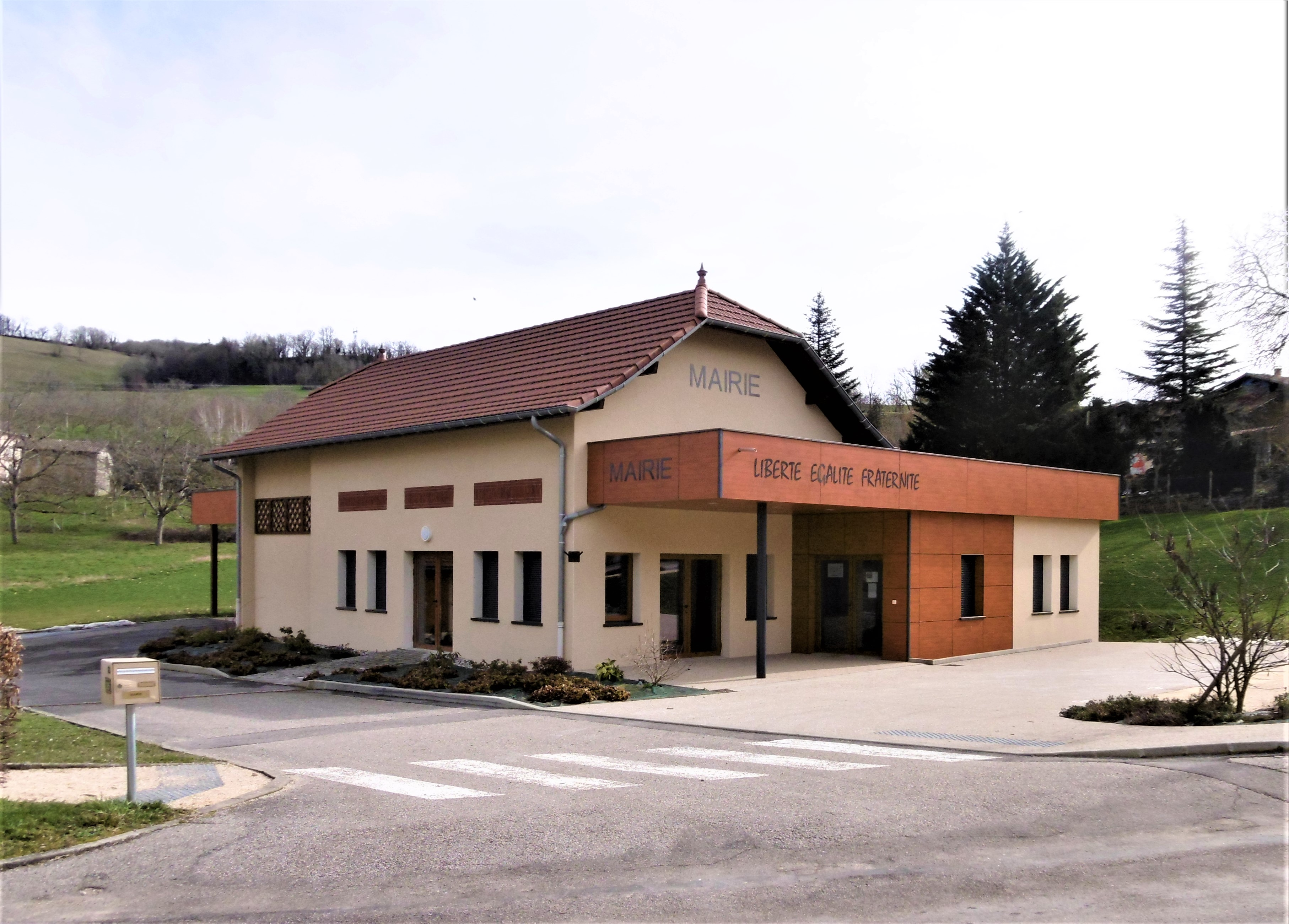
Rathaus